# Kinnarihelli
Kinnarihelli är en ö i Finland. Den ligger i Finska viken och i kommunen Vederlax i den ekonomiska regionen  Kotka-Fredrikshamn i landskapet Kymmenedalen, i den södra delen av landet. Ön ligger omkring 41 kilometer öster om Kotka och omkring 150 kilometer öster om Helsingfors.
Öns area är 0,8 hektar och dess största längd är 140 meter i öst-västlig riktning. Närmaste större samhälle är Virojoki, 15,4 km norr om Kinnarihelli.